# Álvares de Azevedo
Manoel Antônio Álvares de Azevedo (San Paolo, 12 settembre 1831 – Rio de Janeiro, 25 aprile 1852) è stato uno scrittore, poeta e saggista brasiliano della seconda metà del romanticismo.
È famoso per scritto Noites na Taverna; il libro parla di incontri di ragazzi in una taverna durante la notte; in una di queste essi raccontano delle storie d'orrore, ognuna delle quali ha per protagonisti esseri fantasmagorici.

## Biografia
Da giovane studiò a Rio de Janeiro e, compiuta la maturità, andò a San Paolo, per continuare i suoi studi nella Facoltà di Diritto do Largo di San Francisco.
Álvares era famosissimo per il suo modo di scrivere ma, su forte influenza di lord Byron, la figura della morte cominciò ad affacciarsi nella sua vita.
Sebbene Álvarez de Azevedo non avesse compiuto nessun lavoro gravoso, sviluppò una tubercolosi quando era ancora molto giovane, in seguito a una caduta da cavallo. 
All'epoca non c'erano modi di combattere la malattia, quindi il poeta morì a soli 20 anni.
L'ultima opera che scrisse fu la poesia Se eu morresse amanhã.

## Opere
Le opere di Álvares sono state raccolte e messe insieme dopo la sua morte:
- Lira dos vinte anos, raccolta di poesie - Álvares de Azevedo (1853, opera postuma)
- Noite na Taverna, - Álvares Azevedo (1855, opera postuma)
- O conde lopo - (1866, opera postuma)